# St. Stephanus (Rohr)

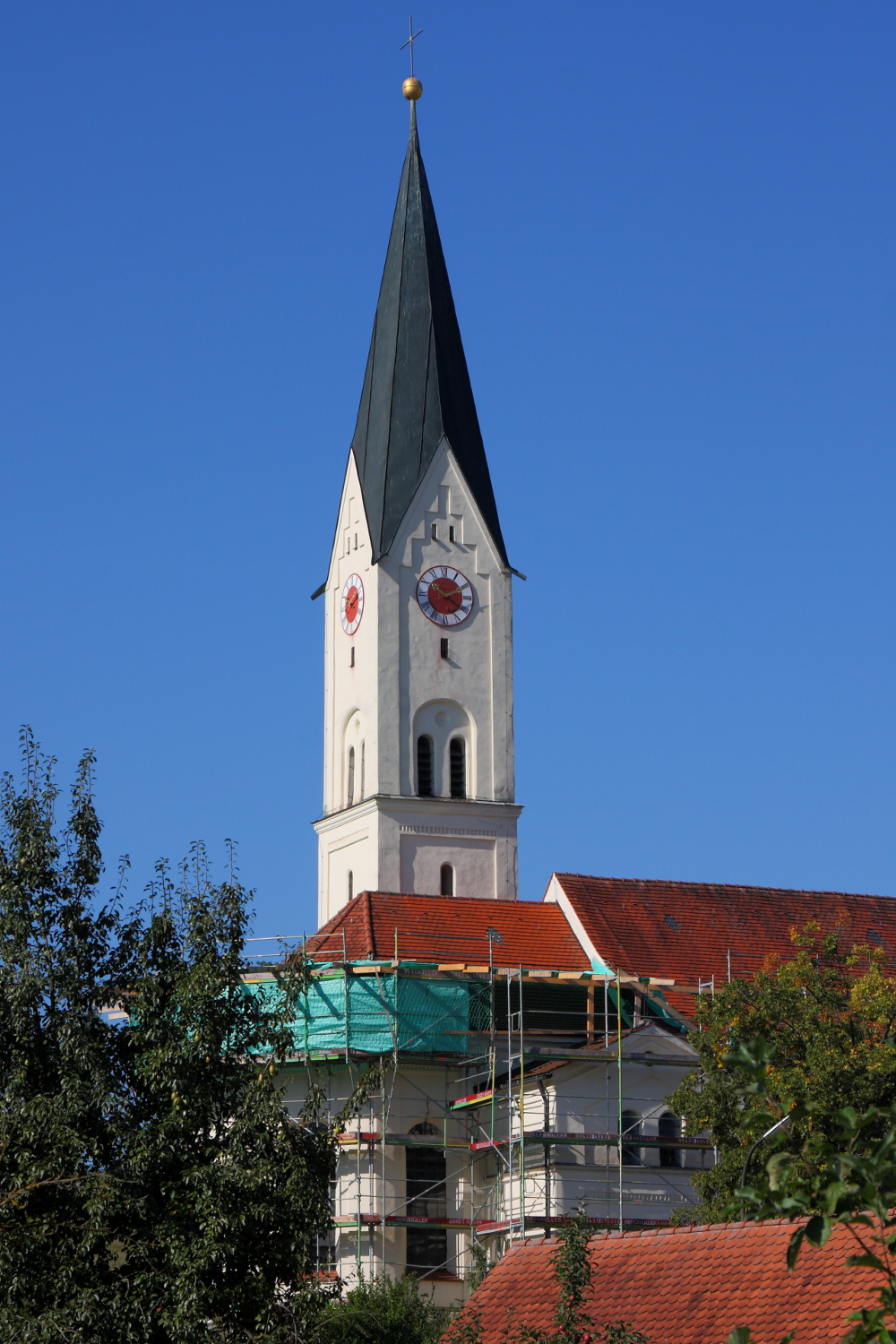
St. Stephanus in Rohr

Die römisch-katholische Pfarrkirche St. Stephanus steht in Rohr, einem Gemeindeteil von Rohrbach im oberbayerischen Landkreis Pfaffenhofen an der Ilm. Die Kirche steht unter Denkmalschutz und ist in der Liste der Baudenkmäler in Rohrbach (Ilm) unter der Nr. D-1-86-149-16 eingetragen. Sie gehört zum Dekanat Pfaffenhofen des Bistums Augsburg.

## Beschreibung
Die neogotische Saalkirche wurde 1878 erbaut. Sie besteht aus dem Langhaus, dem eingezogenen, dreiseitig geschlossenen Chor im Südosten, dem Chorflankenturm an der Südwestwand und der Sakristei mit einem Oratorium im Obergeschoss an der Nordostwand des Chors. Im Glockenstuhl des mit einem spitzen Helm bedeckten Turms hängen drei Glocken.
Die Innenräume von Langhaus und Chor sind mit Flachdecken überspannt, die mit Schablonenmalerei versehen sind. Zwei Glasmalereien stammen von Franz Xaver Zettler. Zur Kirchenausstattung von 1878 gehört ein Hochaltar, auf dessen Altarretabel eine Mondsichelmadonna dargestellt ist. 